# ObjectiF
objectiF ist ein von der Berliner microTOOL GmbH entwickeltes UML-Werkzeug für die Modellgetriebene Softwareentwicklung (Model-Driven Development/MDD). objectiF basiert notationell auf einer älteren Version der Unified Modeling Language (UML) und einer frühen Version der Business Process Modeling Notation (BPMN). Es hilft Unternehmen bzw. Entwicklungsabteilungen bei der Erstellung von fachlichen Modellen, den daraus generierten technischen Modellen bis hin zur automatisierten Codegenerierung.
Geschäftsprozessmodellierung, Objektorientierte Analyse, Objektorientiertes Design und die Implementierung werden unterstützt. Die Codegenerierung kann für verschiedene Programmiersprachen erfolgen: Java, C#, VB.NET und C++.
objectiF lässt sich in die Entwicklungsumgebungen Microsoft Visual Studio und Eclipse integrieren und ermöglicht so ein Round-Trip-Engineering. Die Code-Generierung von objectiF ist skriptgesteuert und vom Anwender anpassbar.
Die Entwicklung eines Softwaresystems mit einem CASE-Tool wie objectiF schafft die Grundlage für eine systematische Strukturierung sowie eine umfassende Dokumentation und erleichtert so das Verständnis für die Funktionsweise des entwickelten Systems.
objectiF basiert auf einem Multi-User-Online-Repository.